# Ulpia Traiana Sarmizegetusa
Para la antigua capital dacia, vea Sarmizegetusa.
Colonia Ulpia Traiana Augusta Dacica Sarmizegetusa fue la capital y mayor ciudad de la provincia romana de Dacia. Recibió su nombre de la antigua capital de la Dacia, Sarmizegetusa Regia, ubicada a 40 km de distancia, y del emperador romano que conquistó el territorio, Trajano. La urbe se levantó en el lugar ocupado por el campamento de la Legio V Macedonica y sus primeros pobladores fueron los veteranos de las guerras dacias. Desde su fundación recibió el título de colonia y el estatus de ius italicum. Con una superficie aproximada de treinta hectáreas, una población de entre 20 000 y 25 000 habitantes y unas sólidas murallas, Ulpia Traiana actuó como centro político, religioso y administrativo de la Dacia romana en los siglos II y III d. C. La ciudad fue arrasada por los godos durante las invasiones bárbaras y en la actualidad tan solo se conservan sus ruinas, entre las que se distingue el foro, un anfiteatro y los restos de varios templos.

## Historia
El período exacto en que se levantó la colonia no se conoce. Algunos afirman que fue inmediatamente después de la conquista de la provincia por los romanos, entre 106 y 107 d. C., pero otros retrasan el evento hasta los años 108 y 110. En el siglo XIV, se halló en la cercana localidad de Grădiște una inscripción que aclara que la ciudad se levantó en los primeros años después de la conquista. Esta inscripción reza: «Bajo el gobierno del emperador Caesar Nerva Traianus Augustus, hijo adoptivo del divino Nerva, fundó la colonia dacia Décimo Terencio Scauriano, su gobernador». En Roma, la fundación de la ciudad se conmemoró con la acuñación de una moneda, por orden del Senado, dedicada al emperador Trajano.
Durante el reinado de su sucesor Adriano, la ciudad fue renombrada Colonia Ulpia Traiana Augusta Dacica Sarmizegetusa. Este nombre se halló en una inscripción en piedra que decía: «A Cayo Arrio Quadrato, hijo de Gayo Arrio Antonino, pretor del emperador en la Colonia Ulpia Traiana Augusta Dacica Sarmizegetusa». Gayo Arrio Antonino tenía el título de legatus pro praetore, la designación oficial de los gobernadores de algunas de las provincias del Imperio romano. Entre los años 222 y 235 la colonia fue llamada metrópolis.

## Ubicación
La colonia se construyó a 8 km del paso de Tapae, que da acceso desde el Banato al sur a la región de Transilvania al norte. El enclave fue elegido por las ventajas económicas y militares que proporcionaba la barrera natural de las montañas Retezat por el sur y las montañas Poiana Ruscă por el norte. El término de la metrópolis abarcaba desde Tibiscum a Micia y al cañón de Jiu, mientras que para su protección contaba con varias castra —campamentos militares romanos— en los alrededores: Tibiscum, Pons Augusti, Micia y Bumbești. Por Ulpia Traiana Sarmizegetusa cruzaba la calzada imperial que unía el río Danubio con Porolissum, colonia situada en el norte de la provincia de Dacia.

## Restos arqueológicos

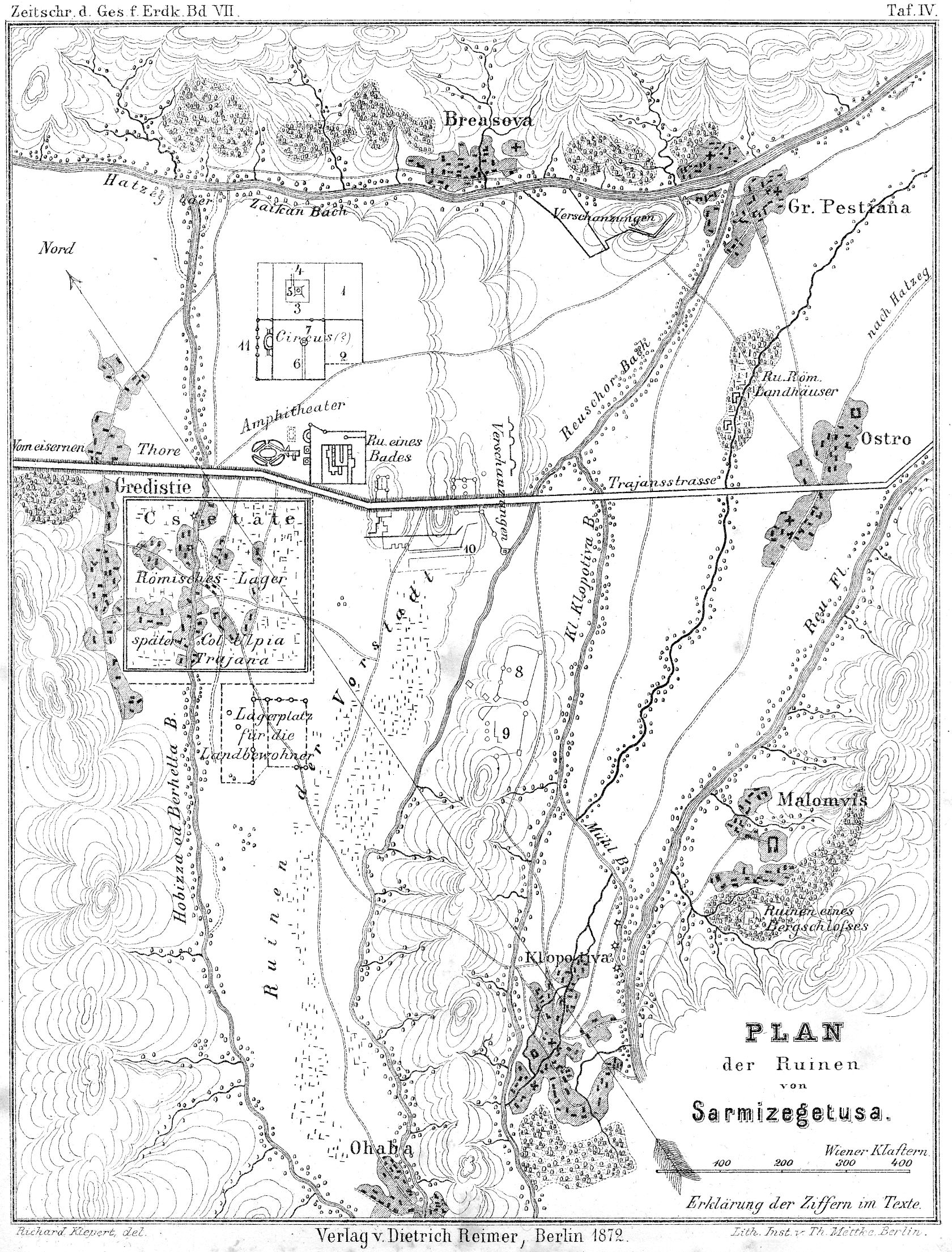
Plano de las ruinas elaborado en 1872.

En la actualidad las ruinas contienen restos de los siguientes edificios:
- Anfiteatro
- Escuela de gladiadores
- Templo de la diosa Némesis
- Templo de Liber Pater
- Templos de los dioses Asclepio e Higía
- Templo basilical
- Gran templo
- Templo de Silvano
- Taller de los sopladores de vidrio
- Horrea
- Oficina del procurador
- Termas
- Foro

## Galería

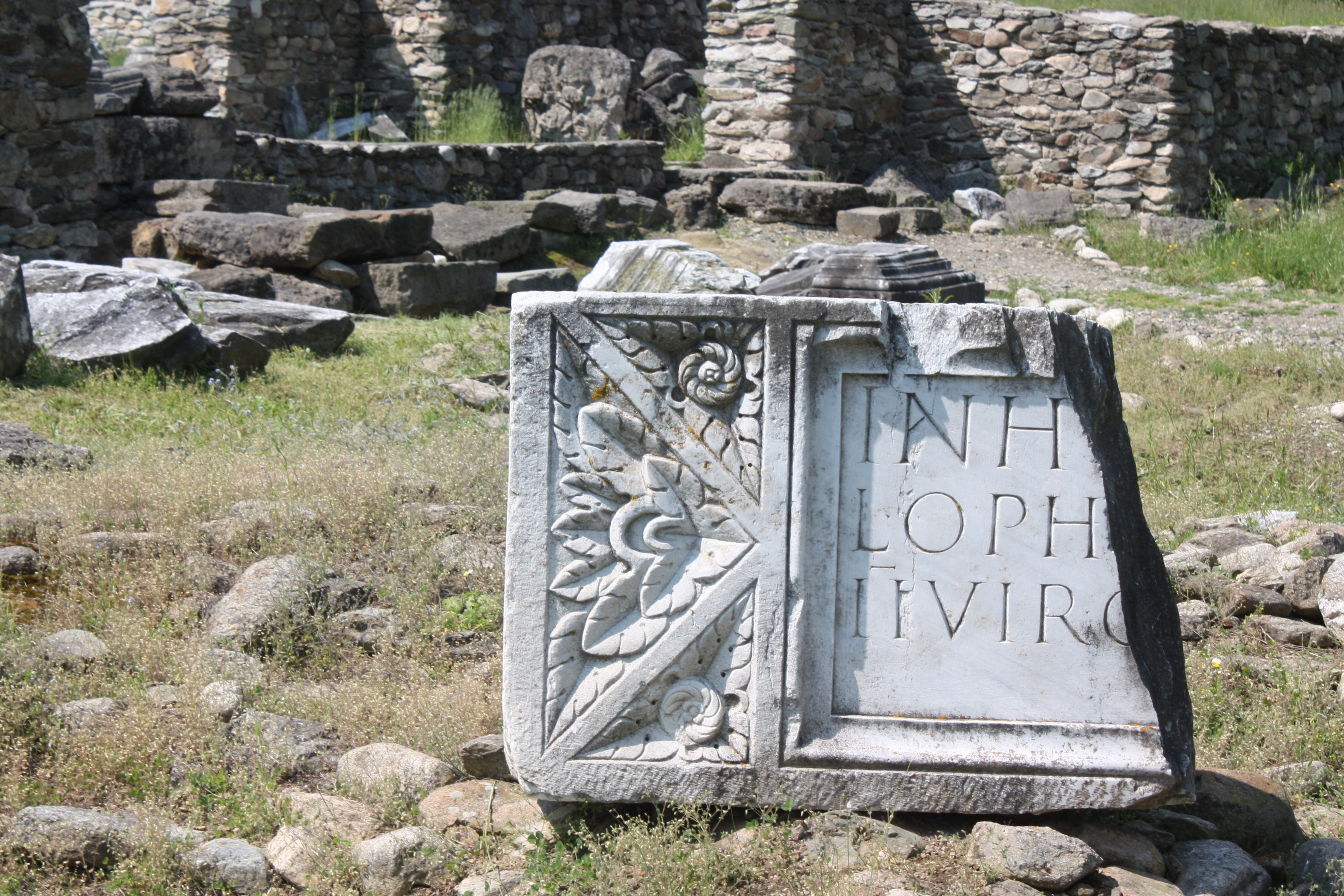
Frontispicio del foro.
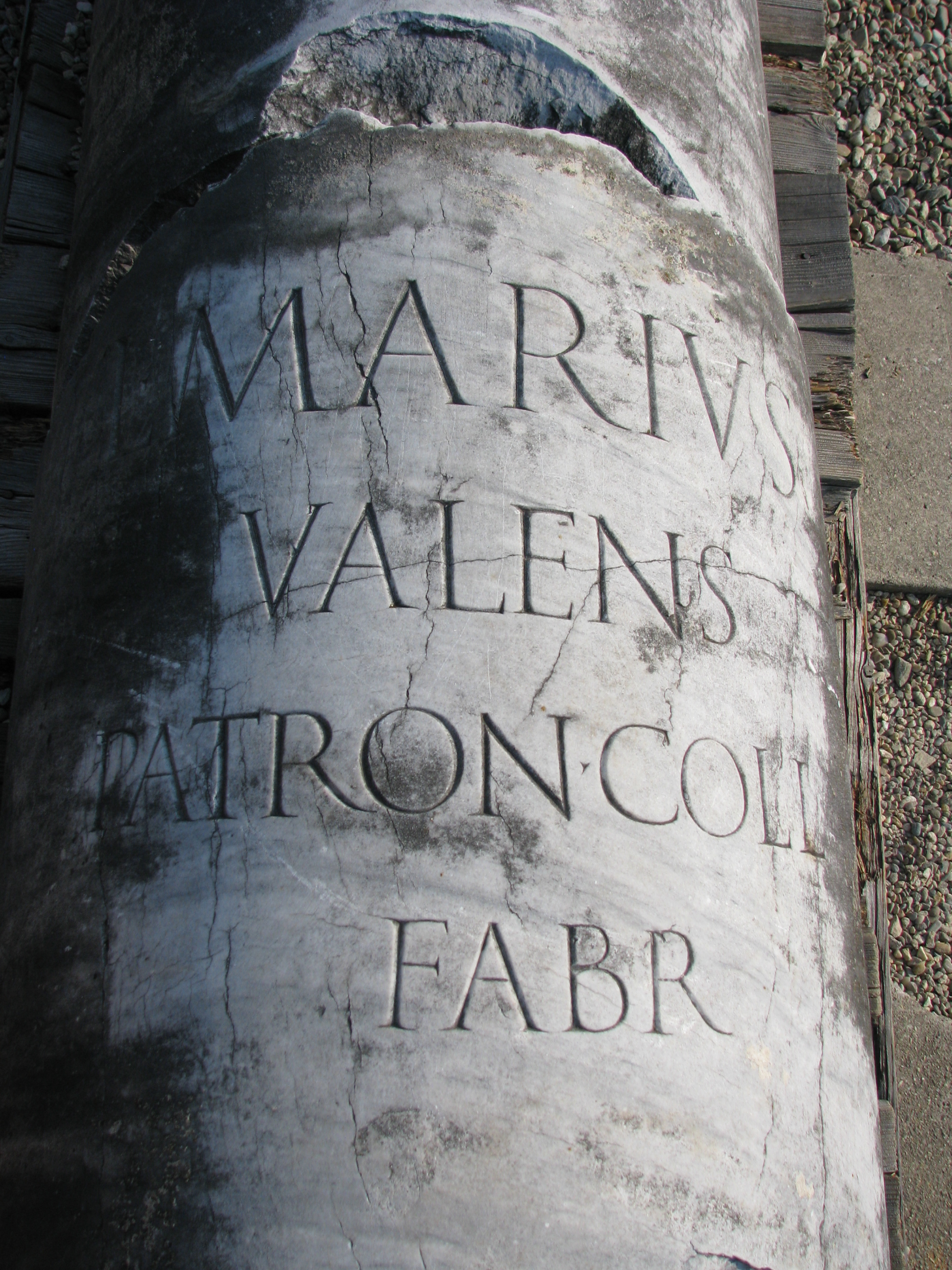
Inscripción en una columna del foro.
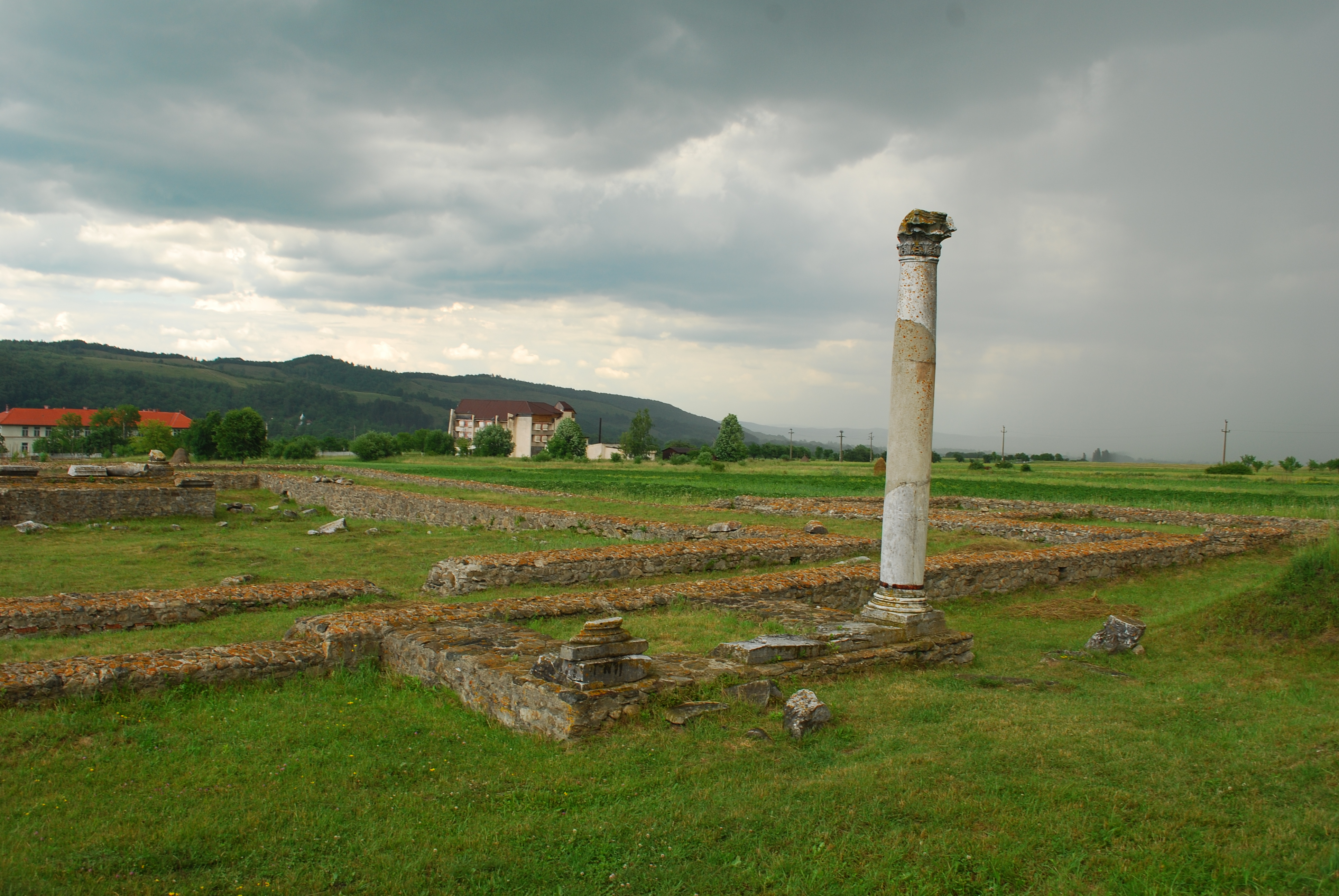
El Gran Templo
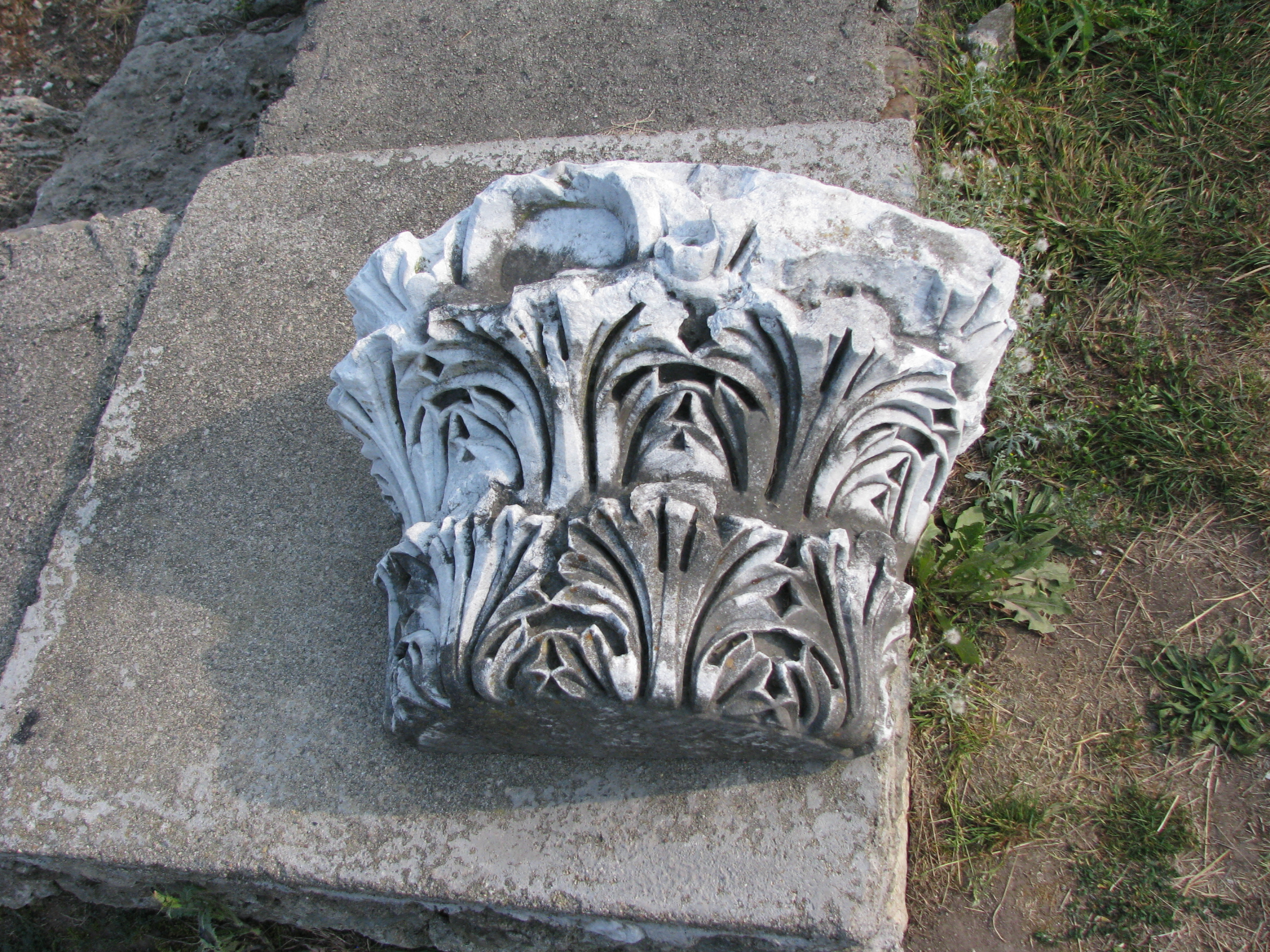
Capitel de estilo corintio.
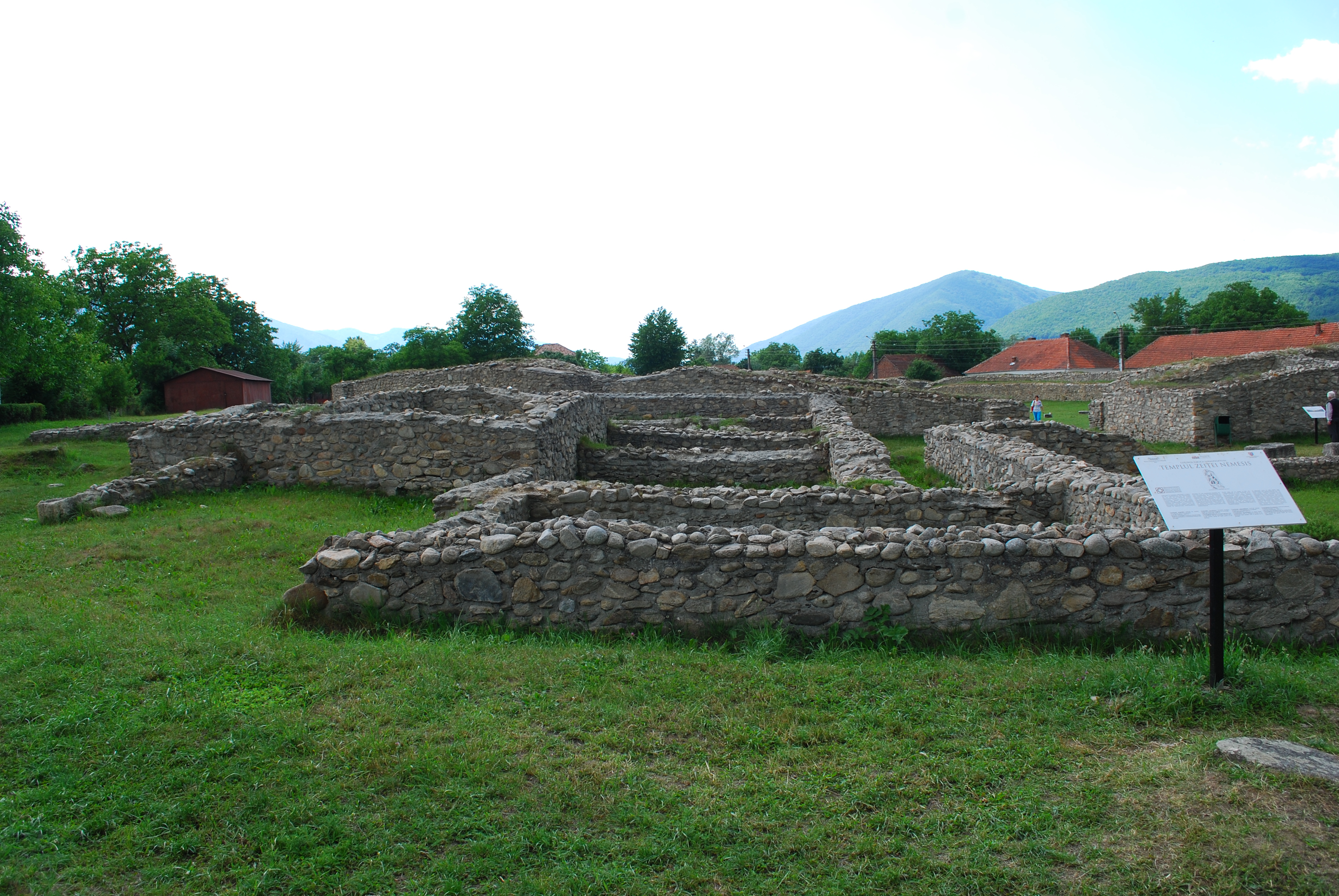
Templo de Némesis
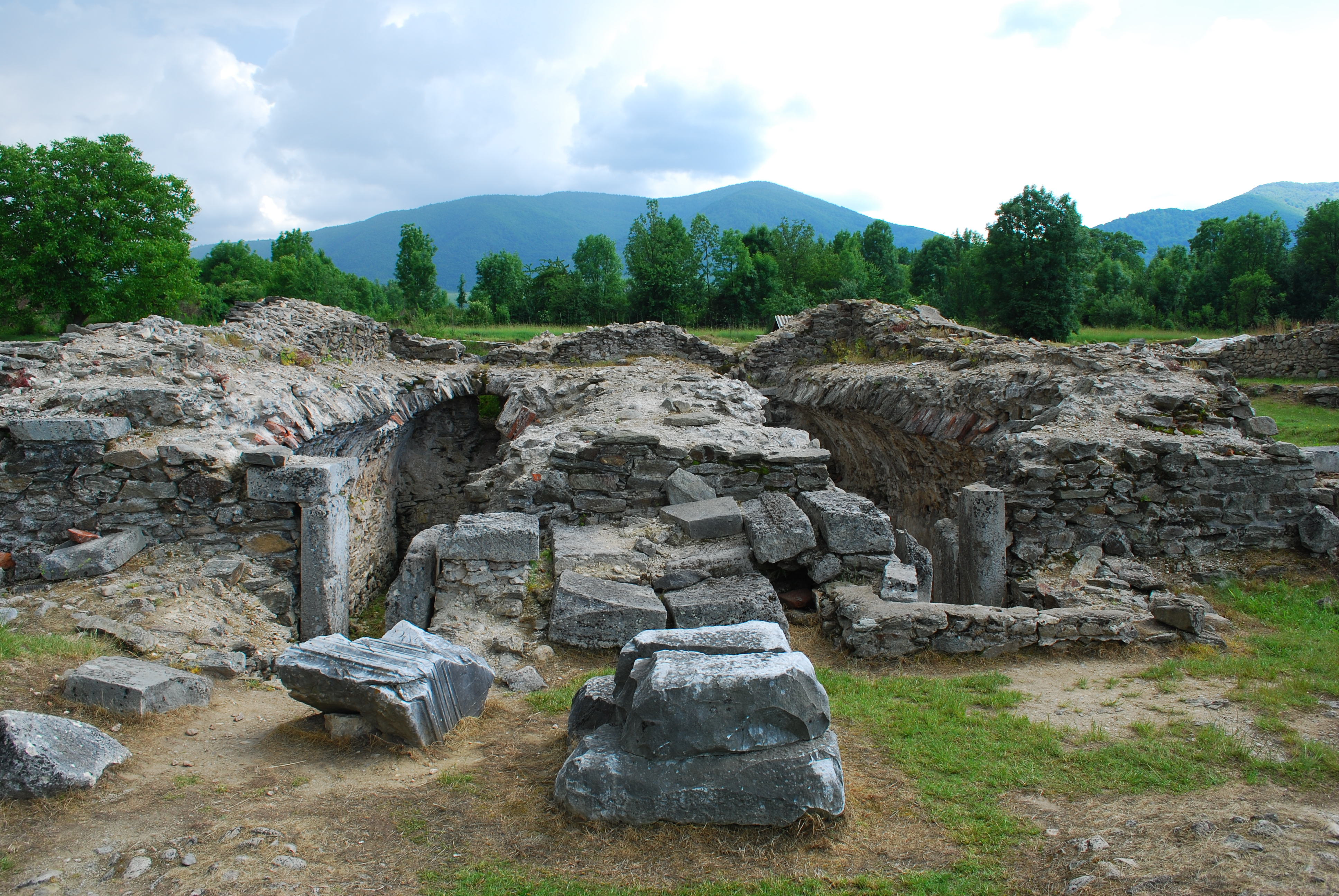
Curia
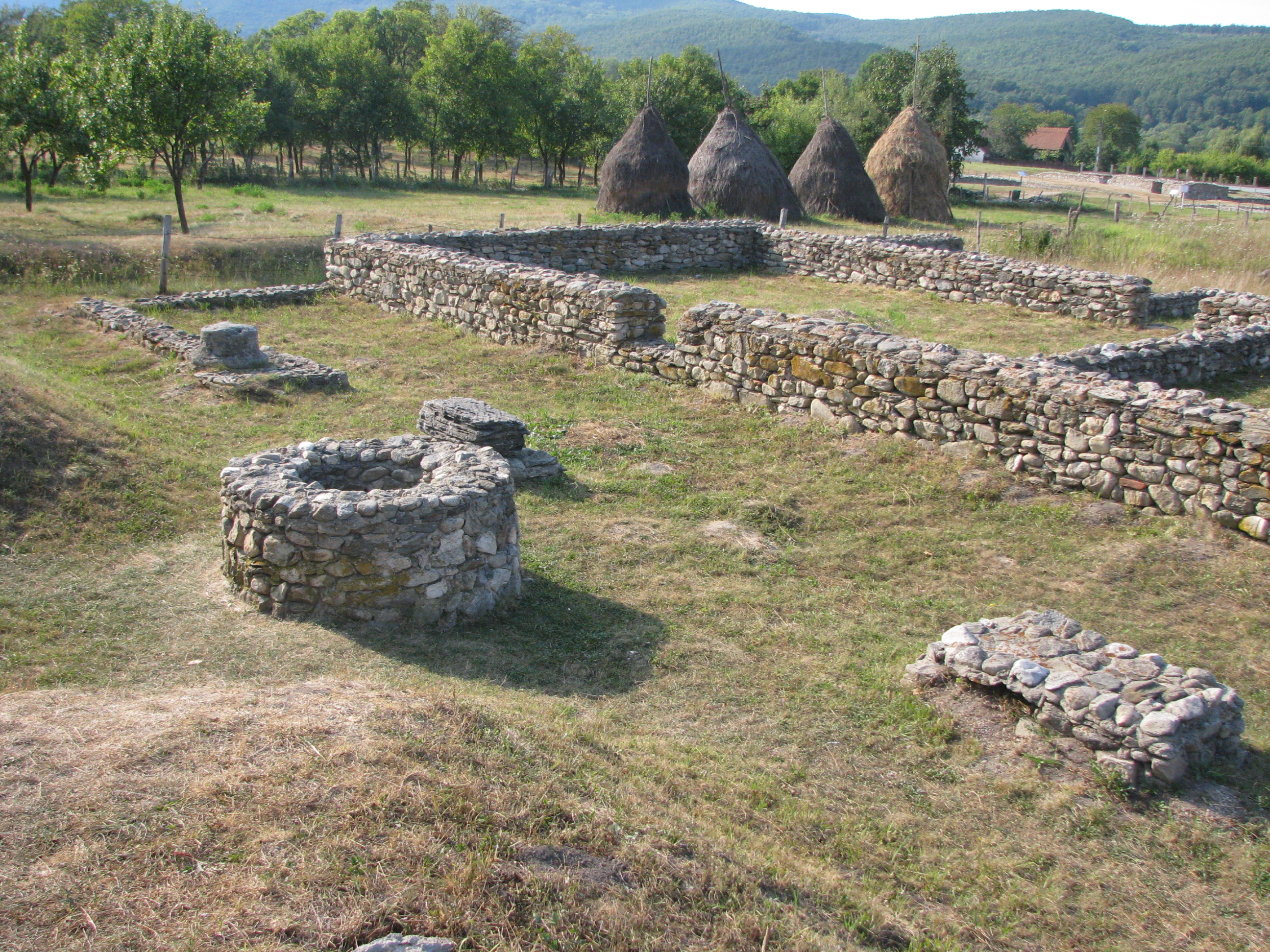
Taller de vidrio.
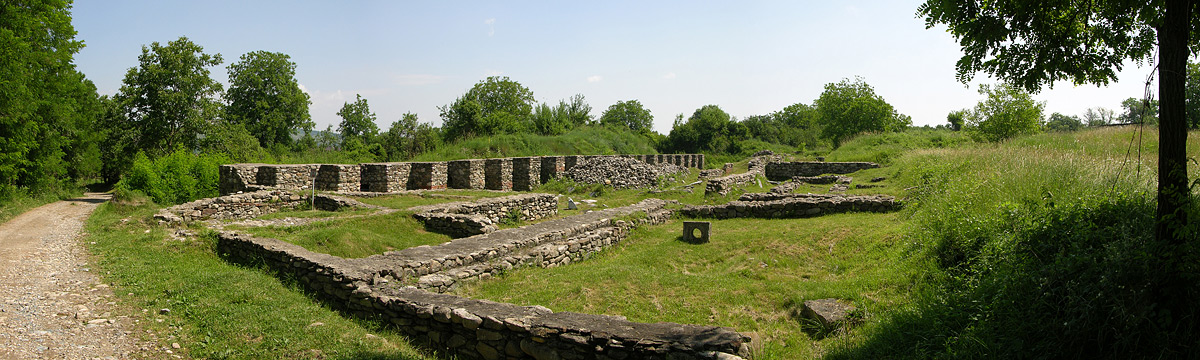
Domus del procurador.